# Het Phoenix Mysterie
Het Phoenix Mysterie is een Nederlandse film uit 1990 van Leonard Retel Helmrich.
Het is een kleinschalige Nederlandse productie waarvan het verhaal zich afspeelt in Tilburg.

## Verhaal
Hoofdpersoon van HET PHOENIX MYSTERIE is de Egyptische architect Alhamy Albakry, die een prijsvraag voor de bouw van een openbaar gebouw in Tilburg gewonnen heeft. Rond die opdracht is een heel gedoe ten stadhuize gaande. De medespelers in het ambtelijke drama hebben daarnaast nog allerlei persoonlijke sores. Tweede hoofdpersonage is wethouder Natasja Merkelbach. Zij heeft niet alleen een scheiding achter de rug, maar ze treurt ook om de dood van haar zusje, die als spookverschijning door de stad rent. De komst van de Egyptische architect brengt de Egyptische mythologie naar Brabant en daarin zit voor de harde wethouder een therapeutische les. Parallel aan de herrijzing van de stad (er gaat gebouwd worden op het terrein van de voormalige textielfabriek De Phoenix) loopt voor haar het accepteren -via een love story- van de dood. Bovendien beleeft Tilburg tijdens het carnaval een reprise van de geschiedenis van de vrouwelijke farao Hatsjepsoet en haar bouwmeester Senenmoet.

## Rolverdeling
| Acteur                | Personage                      |
| --------------------- | ------------------------------ |
| Luc Boyer             | architect Alhamy Albakry       |
| Liz Snoijink          | wethouder Natasja Merchelsbach |
| Manouk van der Meulen | Malou                          |
| Rutger Weemhoff       | Johan Cooyman                  |
| Jake Kruyer           | Frank Smulders                 |
| Martijn Oversteegen   | Remon                          |
| Armand van Gils       | computerinstallateur           |